# Misenheimer

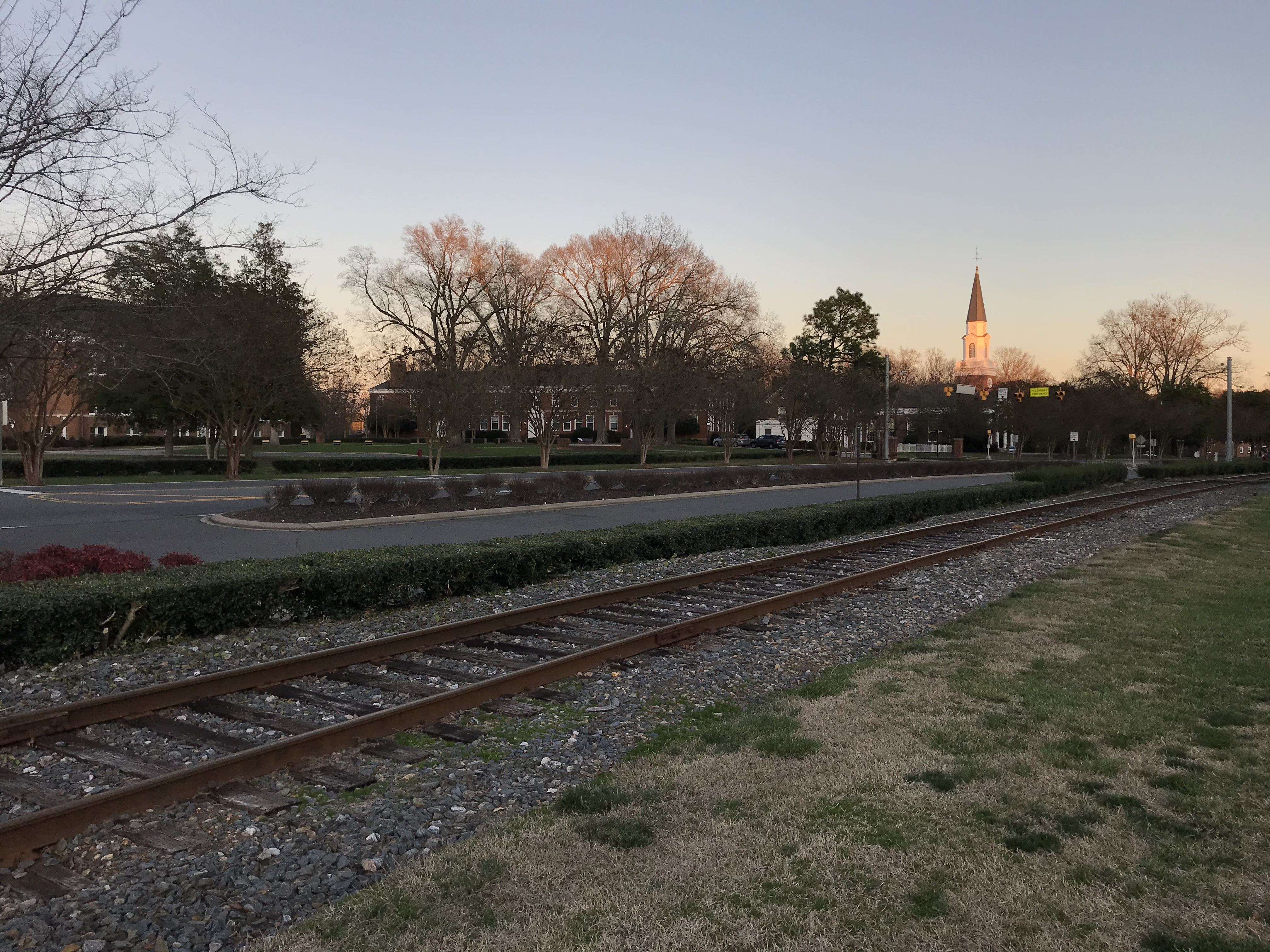
Misenheimer avec bâtiments de l'Université Pfeiffer en arrière-plan, ligne du Norfolk Southern Railroad au premier plan

Misenheimer est une ville américaine située dans le comté de Stanly dans l'État de Caroline du Nord. En 2010, sa population était de 728 habitants.

## Source de la traduction
- (en) Cet article est partiellement ou en totalité issu de l’article de Wikipédia en anglais intitulé « Misenheimer, North Carolina » (voir la liste des auteurs).